# Tambulig
Tambulig è una municipalità di quarta classe delle Filippine, situata nella Provincia di Zamboanga del Sur, nella regione della Penisola di Zamboanga.
Tambulig è formata da 31 baranggay:
- Alang-alang
- Angeles
- Bag-ong Kauswagan
- Bag-ong Tabogon
- Balugo
- Cabgan
- Calolot
- Dimalinao
- Fabian (Balucot)
- Gabunon
- Happy Valley (Pob.)
- Kapalaran
- Libato
- Limamawan
- Lower Liasan
- Lower Lodiong (Pob.)

- Lower Tiparak
- Lower Usogan
- Maya-maya
- New Village (Pob.)
- Pelocoban
- Riverside (Pob.)
- Sagrada Familia
- San Jose
- San Vicente
- Sumalig
- Tuluan
- Tungawan
- Upper Liason
- Upper Lodiong
- Upper Tiparak